# Victor Gortchakov
Le prince Victor Nicolaïevitch Gortchakov ou Gortchakoff est un aristocrate russe, né en Russie à Saint-Pétersbourg le 14 septembre 1905 - décédé au Maroc à Casablanca le 17 juillet 1931 où il est enterré au cimetière chrétien d'El Hank.

## Biographie
Fils du prince Nicolas Nicolaïevitch Gortchakoff et issu de la famille princière Gortchakoff de la dynastie des Rurikides, Victor Nicolaïevitch Gortchakoff fut intégré au Corps des Cadets où il vécut la révolution bolchévique, alors qu'il n'avait que douze ans. Sa famille émigre peu après en France.
À sa mort à l'âge de vingt-cinq ans en 1931, il laisse deux fils : le prince Nicolas Victorovitch et le prince Constantin Victorovitch, issus de son mariage avec Zoïa Alexeïevna Selezneff.

## Sources
- (ru) Liste des rangs civils des trois premières classes de la table des rangs, Mise à jour le 1er septembre 1914, 1914, 298 pages.
- (ru) L. Mnoukhine, M. Avril, V. Losskaïa, Российское зарубежье во Франции 1919—2000. / Л. Мнухин, М. Авриль, В. Лосская, Moscou: éd. Naouka (Наука); Musée Tsvetaieva (Дом-музей Марины Цветаевой), 2008.